# Wabua cleveland
Wabua cleveland là một loài nhện trong họ Stiphidiidae.
Loài này thuộc chi Wabua. Wabua cleveland được V. T. Davies miêu tả năm 2000.